# Holakrati
Holakrati är en organisationsform som utvecklats av Brian Robertson. Ramverket definieras i Holacracy Constitution.

## Historia
Holakrati utvecklades på företaget Ternary Software, grundat 2001 av Brian Robertson. Företaget experimenterade med en mängd olika organisationsformer, till exempel agil systemutveckling, lean och sociokrati. De använde olika delar från olika organisationsformer och skapade vad de kallade "The Ternary Way", som senare kom att kallas holakrati. Namnet holakrati är härlett från termen "holarchy" (holarki) i Arthur Koestlers bok The Ghost in the Machine från 1967. En holarki är uppbyggd av enheter, "holoner", som på samma gång är fullständiga i sig själva och en del av något större.
2007 startade Robertson HolacracyOne tillsammans med entreprenören Tom Thomison, i syfte att sprida holakrati till andra företag, och registrerade varumärket Holacracy. 2009 formaliserade HolacracyOne riktlinjerna för holakrati i Holacracy Constitution ("Holakratikonsitutionen"). Konstitutionen har uppdaterats i flera omgångar sedan dess; den nu aktuella versionen är 4.1.

## Struktur
Holakratiska organisationer är uppbyggda som cirklar i cirklar. Varje cirkel har en egen funktion. Den allra största cirkeln är företagscirkeln, som består av ett antal undercirklar. Varje undercirkel kan sedan ha sina egna undercirklar. Det finns ingen begränsning för hur många nivåer av cirklar som får finnas; det bestäms av vad som är praktiskt. Alla cirklar är holoner, det vill säga att de är fullständiga i sig själva samtidigt som de är en del av något större.
En cirkel är ett team som jobbar för ett gemensamt mål. Teamet består av roller, som fylls av lämpliga personer. Typiskt sett har en och samma person roller i flera olika cirklar. Varje roll beskrivs noggrant och uppdateras löpande. En person som kallas "lead link" (ungefär "huvudlänk") ansvarar för att tillsätta rollerna i en cirkel. Hen ser också till att cirkeln är koordinerad med andra cirklar.
Alla cirklar och roller har både ansvar och mandat att agera på egen hand, men förväntas också koordinera sig med andra cirklar eller roller.

## Organisationer som jobbar holakratiskt
Det amerikanska näthandelsföretaget Zappos började låta en liten testgrupp arbeta holakratiskt under 2013. Året därpå infördes holakrati i hela företaget.
Publiceringsplattformen Medium arbetade holakratiskt under några år, men gick ifrån det 2016.